# Хазін Олександр Абрамович
 Олекса́ндр Абра́мович Ха́зін (29 квітня (12 травня) 1912, м. Бердичів Житомирської області — 20 листопада 1976, Ленінград) — український та російський російськомовний письменник єврейського походження. Естрадний драматург, поет, прозаїк.

## Біографія
У 1931—1940 роках працював на ХЕМЗі та вчився на вечірньому відділенні Електротехнічного інституту (закінчив в 1939).
Брав участь у Німецько-радянській війні. У 1941—1945 рр. — кореспондент фронтової газети.
З 1946 року жив в Ленінграді.

## Творча діяльність
Писав вірші і друкувався з 1931 року.
Член СП СРСР з 1934 року.
У сатиричній поемі «Возвращение Онегина» (фрагменти якої було опубліковано в журналі «Ленінград» 1946, № 10) відображений повоєнний ленінградський побут. Виконувалася по радіо А. І. Райкіним, який пропонував зробити на її основі спектакль.
Згадку «такого собі Хазіна» і його «порочного пасквіля» в партійній постанові 1946 року "Про журнали «Зірка» і «Ленінград» і доповіді А. Жданова сам письменник пізніше порівняв з асфальтовим котком, який розчавив його життя. Протягом декількох років писав для естради під псевдонімом А. Балашов. Але наприкінці 50-х років співпраця з Райкіним і його театром поновилася. (У 1958—1967 — зав. літературною частиною Ленінградського театру мініатюр.)
Монологи, сценки, інтермедії Хазіна увійшли до спектаклів «Людина-невидимка» (1955), «Пори року» (1956), "Білі ночі! (1957). Автор цілого спектаклю «Чарівники живуть поряд» (1964).
Хазін писав для багатьох артистів: прозаїчні і поетичні монологи для Г. Орлова («Мета життя», «З любов'ю не жартують», «Чесне слово»), для Марії Миронової та Олександра Менакера (сценка «Ангел»), для Юрія Тімошенка і Юхима Березіна. Володів тонким гумором, ніколи не гнався за кількістю сміху.
Як тільки дозволили обставини, організував (разом с І. Меттером) при Ленінградському Будинку письменників театралізований альманах «Давайте не будем», кожен випуск якого ставав подією в місті.
У 70-і роки Олександр Хазін працював над сатиричним романом «И. О.», поемою «Акулина», повістями і оповіданнями, опублікованими після його смерті.

## Твори
- Текущие дела (1958)
- Волшебники живут рядом (1967)
- Артём (1970)
- Рассказы, фельетоны, пьесы (1974)
- Чудаки из Грин-Тауна (1982)[1]
- Возвращение Онегина/Москва с точки зрения (1991; 2001)[2]

Сценарії фільмів:
- «Невські мелодії» (1959)
- «Повість про молодят» (1959)